# Puto vaccinii
Puto vaccinii är en insektsart som beskrevs av Danzig 1978. Puto vaccinii ingår i släktet Puto och familjen ullsköldlöss. Inga underarter finns listade i Catalogue of Life.